# Gísli Darri Halldórsson

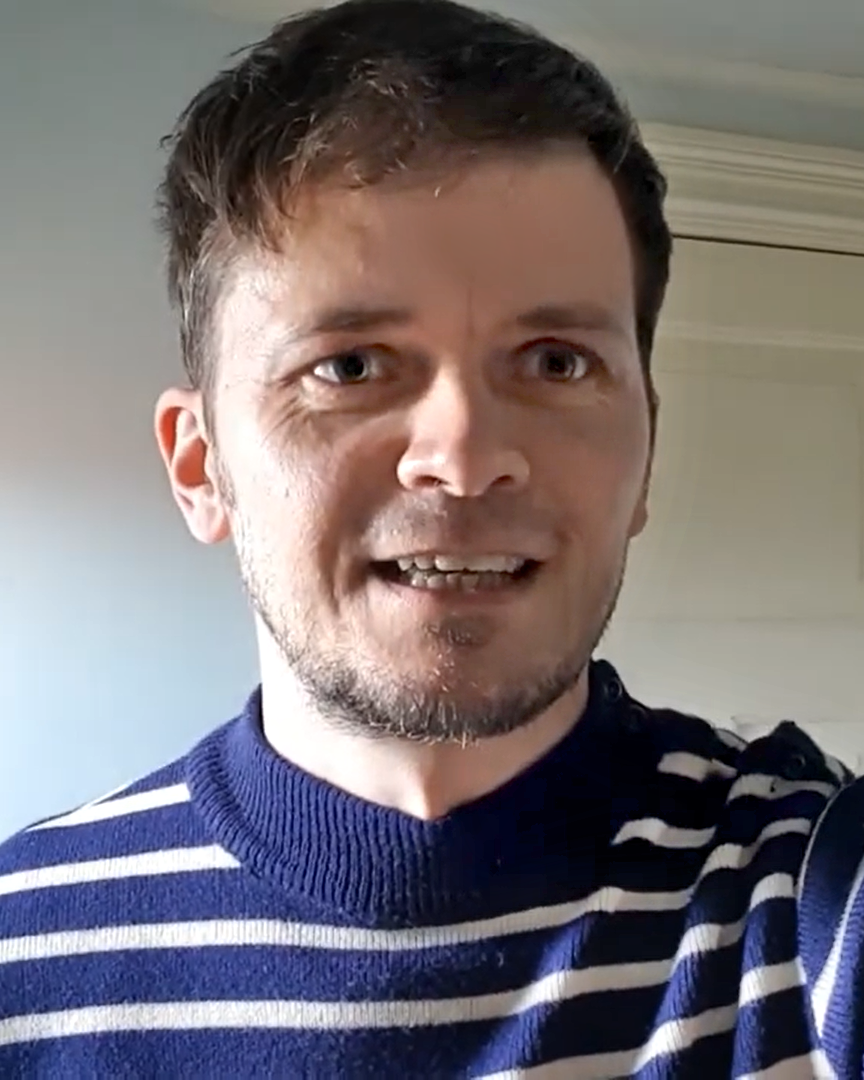
Gísli Darri Halldórsson for BIFF 2020

Gísli Darri Halldórsson (* 1978 in Island) ist ein isländischer Filmregisseur und Animator.

## Leben
Gísli Darri Halldórsson studierte an der Irish School of Animation in Dublin, wo er 2007 mit einem Bachelor of Arts abschloss. Er arbeitete anschließend europaweit als Animator, unter anderem an den Fernsehserien Olivia (2009), Noddy in Toyland (2009), Tree Fu Tom (2013–2014) und Die fantastische Welt von Gumball (2015–2016). Außerdem war er Animator bei den Filmen Für Hund und Katz ist auch noch Platz (2012) und Thor – Ein hammermäßiges Abenteuer (2011).
2020 drehte er den Kurzfilm Yes-People, für den er bei der Oscarverleihung 2021 eine Nominierung in der Kategorie Bester animierter Kurzfilm erhielt.

## Filmografie

### Regie
- 2020: Yes-People (Já-Fólkið)

#### Animator
- 2008: Granny O’Grimm’s Sleeping Beauty (Kurzfilm)
- 2009: Olivia (Fernsehserie)
- 2009: Noddy in Toyland (Fernsehserie)
- 2011: Thor – Ein hammermäßiges Abenteuer (Hetjur Valhallar - Þór)
- 2012: Für Hund und Katz ist auch noch Platz (Room on the Broom)
- 2013–2014: Tree Fu Tom (Fernsehserie)
- 2015–2016: Die fantastische Welt von Gumball (The Amazing World of Gumball)
- 2018: Ploey
- 2020: Ooops! 2 – Land in Sicht (Ooops! The Adventure Continues)